# 橋 (以色列政黨)
橋是一个以色列的中间派政党，由前以色列是我们的家园议会議員奧莉·利維於2018年12月25日成立 。该党主要关注经济和生活费用等问题，旨在减少財政上的不平等。  政黨的名稱是參照其父親大衛·利維於1996年所成立的同名政黨。 

## 历史
奧莉·利維在第20屆議會期間為以色列是我们的家园一員，但在該黨加入納坦尼雅胡的政府後退出。起初，她仍為該黨的一員，但後來被黨開除黨籍，其仍然是國會議員。利維被認為是以色列議會的獨立成員。 2017年3月，利維宣布她打算為選舉建立一個新政黨。
橋黨成立於2018年12月，黨名源自利維的父親在1996年時成立的同名政黨。該黨試圖與本尼·甘茨的以色列韌性黨達成聯合協議，但在談判失敗後，該黨宣布單獨參與選舉，在這次選舉中，橋黨取得1.73%的選票，未能通過門檻。
不過，此屆議會未能籌組新政府，必須解散議會重新進行選舉，今次橋黨選擇與工黨合組名單參選，結果名單合共獲得6席，利維亦成功當選。
2019年9月選舉之後，支持與反對內塔尼亞胡的兩方仍然旗鼓相當，致使未能籌組政府，以色列必須在一年內舉行第三次選舉。這次橋黨繼續與工黨合組名單，並加入梅雷茲黨組成三黨的名單，結果名單取得7席，利維則繼續連任。
反內塔尼亞胡陣營的議員選擇推舉甘茨作為總理人選，甘茨本來獲得61位議員支持，可以以僅僅過半的姿態籌組政府，但臨時有2個議員因為反對阿拉伯人政黨入閣而倒戈，最後甘茨以應對2019年冠狀病毒疫情為由選擇與內塔尼亞胡的利庫德集團合組大聯合政府，但部分反對黨不滿。橋黨、工黨和梅雷茲的黨團中出現意見分歧，當中橋黨選擇跟隨甘茨加入政府。
自甘茨與內塔尼亞胡合組政府後一直衝突不斷，最後議會因為財政預算案被否決而需要自動解散，2021年以色列議會選舉橋黨又轉而跟利庫德集團合作，加入利庫德的名單競逐連任並成功當選。

## 党的目标
- 建立一支新的社會力量，決心為公益事業而鬥爭。
- 實施澤維·賈鮑京斯基的五項基本需求，即應由政府保證：食品，住房，服裝，教育和醫療保健。
- 將以色列的選舉制度改為開放式政黨名單比例代表制。